# División Oeste de la American Basketball Association
La División Oeste de la ABA, o ABA Western Division, fue una de los dos grupos en los que fueron divididos los equipos de la American Basketball Association, en función de su situación geográfica. El otro grupo se denominó División Este de la ABA, o en inglés, ABA Eastern Division.
Los cuatro primeros equipos de cada división accedían a los Playoffs de la ABA. Las divisiones se mantuvieron hasta la temporada 1974-75, ya que en la última temporada se reagruparon los 9 equipos supervivientes en una única división.

## Equipos participantes
Los últimos equipos que participaron en la División Oeste fueron los siguientes: 
- Denver Nuggets
- Indiana Pacers[2]
- San Antonio Spurs
- San Diego Conquistadors
- Utah Stars

### Otros equipos
Transferidos a la División Este
- New Orleans Buccaneers/Memphis Pros/Memphis Tams/Memphis Sounds
- Houston Mavericks/Carolina Cougars/Spirits of St. Louis
- Oakland Oaks/Washington Caps/Virginia Squires

## Campeones de la Conferencia Este
En negrita los campeones de la ABA
- 1968: New Orleans Buccaneers
- 1969: Oakland Oaks
- 1970: Los Angeles Stars
- 1971: Utah Stars
- 1972: Indiana Pacers
- 1973: Indiana Pacers
- 1974: Utah Stars
- 1975: Indiana Pacers

## Títulos
- 3: Los Angeles Stars / Utah Stars
- 3: Indiana Pacers
- 1: New Orleans Buccaneers
- 1: Oakland Oaks